# École de droit de la Sorbonne
Ne doit pas être confondu avec École de droit de Paris ou Faculté de droit de Paris.
L'École de droit de la Sorbonne (abrégée EDS) est la composante (UFR) de l'université Panthéon-Sorbonne consacrée à l'étude et à la recherche juridique. Elle est l'héritière de la faculté de droit de Paris et se situe dans le 5e arrondissement de Paris, sur la place du Panthéon.
Sa devise, en latin, est : « Omnibus sapientia, unicuique excellentia » (« le savoir pour tous, l'excellence pour chacun »).
Elle est la meilleure faculté de droit de France, la 6e en Europe et la 17e dans le monde selon le classement QS Top universities.

## Histoire

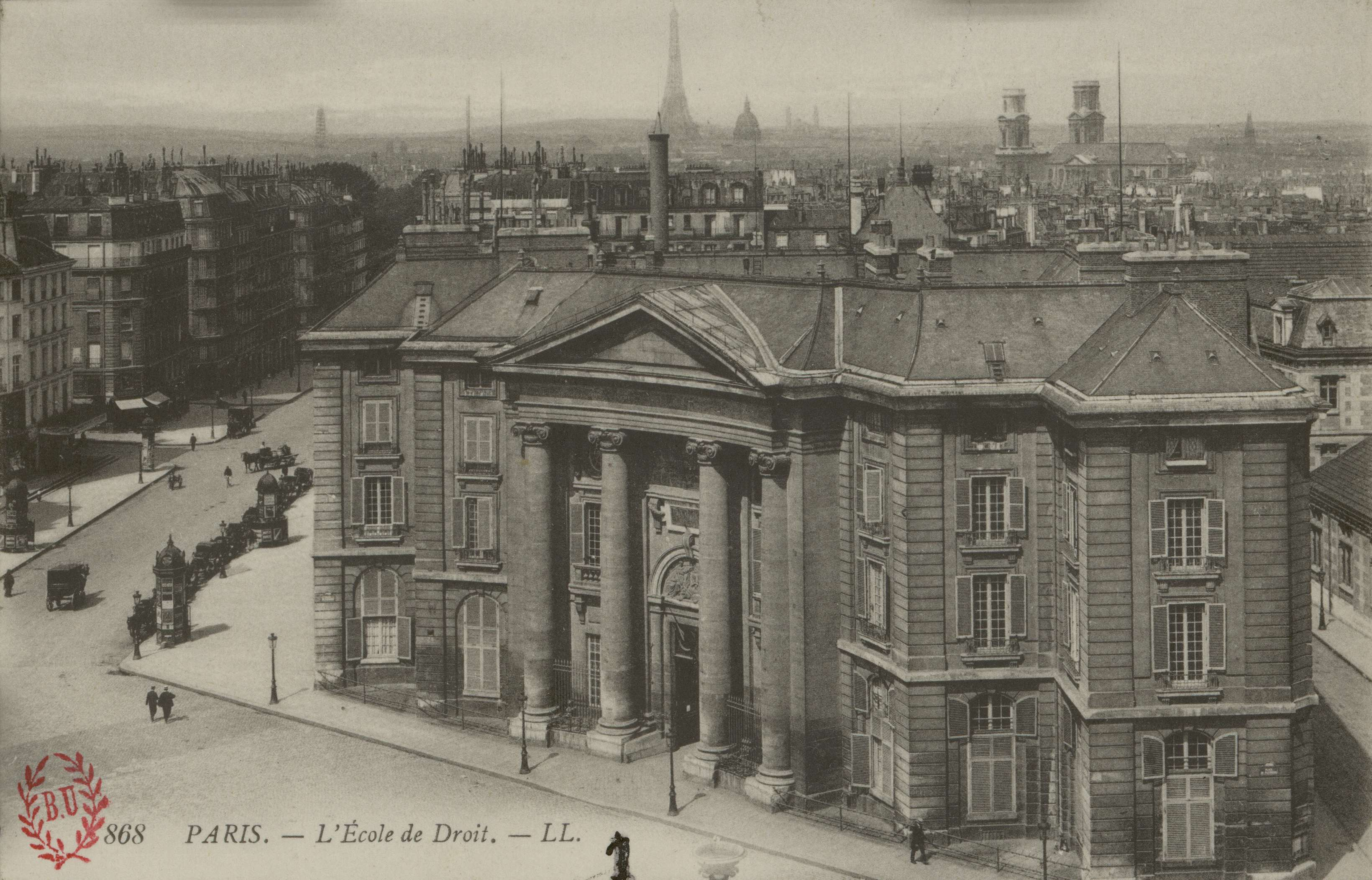
L'École de droit de Paris (Bibliothèque interuniversitaire de la Sorbonne, NuBIS).

En 1970, la loi Edgar Faure divise la faculté de droit de l'université de Paris entre les nouvelles universités Paris-I, Paris-II, Paris-IX, Paris-X, Paris-XII et Paris-XIII.  
Si la plus grande partie des économistes de la faculté de droit (35 sur 41) ont choisi Paris 1 Panthéon-Sorbonne, la majorité des juristes (88 sur 108), dont des privatistes, des historiens du droit et une partie importante des publicistes, avaient décidé de créer une université spécialisée : Paris II. À l'inverse, leurs collègues faisaient le pari d’une université pluridisciplinaire en ralliant Paris I. 
Une rivalité historique existe donc entre l'École de Droit de la Sorbonne (composante de l'université Paris I) et l'université Paris II.

## Pôles

### Pôle de la formation
Le Pôle de la formation de l'École de droit de la Sorbonne regroupe quatre départements, qui ont pour ambition de former les étudiants au droit :
- le Département licence
- le Département master de droit public
- le Département master de droit privé
- le Département master de droit international, européen et comparé[7]

### Pôle de la recherche
Le Pôle de recherche de l'École de droit de la Sorbonne regroupe, quant à lui, trois instituts, qui ont pour vocation de faire avancer la recherche dans le domaine juridique, et une école doctorale, qui permet aux étudiants de préparer leur thèse et leur doctorat :
- l'Institut de recherche juridique de la Sorbonne
- l'Institut de recherche en droit international et européen de la Sorbonne
- l'Institut des sciences juridiques et philosophiques de la Sorbonne
- l'École doctorale de droit de la Sorbonne

### Composantes indépendantes
Enfin, l'École de droit de la Sorbonne intègre plusieurs composantes, relativement indépendantes, qui assurent la formation et la recherche dans des domaines spécifiques et offrent à ce titre, en plus des diplômes classiques délivrés par le Pôle de la formation, des diplômes d'université (abrégés DU) dans des matières diverses. On compte ainsi trois collèges et cinq instituts :
- le Collège de droit de la Sorbonne
- le Collège international de droit de la Sorbonne
- le Collège juridique franco-roumain d'études européenne
- l’Institut d’études judiciaires Jean-Domat
- l’Institut d’administration économique et sociale
- l’Institut des assurances de Paris
- l’Institut d’études à distance
- l’Institut de droit des affaires internationales

## Campus
Les enseignements de l'EDS sont dispensés dans plusieurs campus, qui prennent le nom de « centres » : 
- le centre Panthéon, bâtiment historique accueillant les étudiants en master et abritant les locaux de la direction
- le centre Sorbonne, accueille des conférences destinées aux étudiants de l'EDS et les étudiants en 3e année de licence AES
- le centre Lourcine, accueillant les étudiants de 2e et 3e année de licence notamment
- le centre Cassin, accueillant les étudiants de 1re et 2e année de licence
- le centre Pierre-Mendès-France, accueillant les étudiants de 1re et 2e année de licence AES

## Recherche
La recherche y est assurée par l'École doctorale de droit de la Sorbonne, l'Institut de recherche juridique de la Sorbonne, l'Institut de recherche en droit international et européen de la Sorbonne et l'Institut des sciences juridique et philosophique de la Sorbonne.

## Personnalités liées à l'établissement

### Enseignants
- François Luchaire : rédacteur de la Constitution du 4 octobre 1958, ancien membre du Conseil constitutionnel et résistant.
- Robert Badinter : professeur de droit (1974-1994), puis nommé professeur émérite. Sénateur (1995-2011), président du Conseil constitutionnel (1986-1995) et Garde des sceaux, ministre de la Justice (1981-1986), écrivain.
- Mireille Delmas-Marty : professeur de droit pénal, actuellement professeur au Collège de France.
- Jean-Claude Colliard : ancien membre du Conseil constitutionnel.
- Jean-Pierre Cot : professeur émérite de droit public, ministre délégué chargé de la coopération et du développement (1981–1982), président du groupe socialiste au Parlement européen (1989–1994) ; vice-président du Parlement européen (1997–1999). Depuis 2002, juge au Tribunal international du droit de la mer.
- Dominique Rousseau : professeur de droit constitutionnel et ancien membre du conseil supérieur de la magistrature entre 2002 et 2006.
- Bertrand Mathieu : professeur de droit public, conseiller d’État en service extraordinaire, ancien membre du comité « Balladur ».
- Jean Gicquel : professeur de droit public (droit constitutionnel), ancien membre du Conseil supérieur de la magistrature.
- Marie-Anne Cohendet : professeure de droit public, enseigne le droit constitutionnel et le droit de l'environnement.
- Anne Levade : professeur de droit public, ancien membre du comité « Balladur », membre du collège de la HATVP.
- Jeannette Bougrab : maître de conférences en droit public, ancienne secrétaire d’État à la Jeunesse.
- Muriel Fabre-Magnan : professeure de droit privé, spécialiste en droit des obligations.
- Pierre Bonin : professeur d’histoire du droit.